# Steinberg (Šluknovská pahorkatina, 321 m)
Steinberg (česky doslovně Kamenný vrch) je vrch o nadmořské výšce 321 m na území obce Schmölln-Putzkau (místní část Putzkau) v zemském okrese Budyšín v Sasku.

## Charakteristika
Vrch leží v německé části Šluknovské pahorkatiny (Lausitzer Bergland) a její mesogeochoře Severní hornolužická vrchovina (Nördliches Oberlausitzer Bergland). Z jihu navazuje na Valtenberg (586 m). Geologické podloží tvoří lužický granodiorit. Půdní pokryv se skládá z podzolové kambizemě a erodované parakambizemě. Celý vrch náleží k povodí Wesenitz a Labe a k úmoří Severního moře. Většina vrchu je zalesněná převážně jehličnatým lesem, severní svahy mají zemědělské využití. Steinberg leží na severním okraji lesní oblasti Hohwald a v chráněné krajinné oblasti Oberlausitzer Bergland.
Po východním svahu vede zeleně značená turistická stezka Rund um Putzkau (Kolem Putzkau).